# Austrogastrura
Austrogastrura är ett släkte av urinsekter. Austrogastrura ingår i familjen Hypogastruridae.
Kladogram enligt Catalogue of Life:
| Austrogastrura | \| \| Austrogastrura lobata \| \| \| \| \| \| Austrogastrura travassosi \| \| \| \| |
|                | \| \| Austrogastrura lobata \| \| \| \| \| \| Austrogastrura travassosi \| \| \| \| |
|                | Austrogastrura lobata                                                               |
|                |                                                                                     |
|                | Austrogastrura travassosi                                                           |
|                |                                                                                     |